# Фон Триер, Ларс
Ларс фон Три́ер (дат. Lars von Trier; имя при рождении — Ларс Три́ер, дат. Lars Trier; род. 30 апреля 1956, Копенгаген, Дания) — датский режиссёр, сценарист и актёр, соавтор киноманифеста «Догма 95». Известен своей плодовитой и противоречивой карьерой, охватывающей почти четыре десятилетия творчества. Его работы известны своими жанровыми и техническими инновациями, конфронтационным исследованием экзистенциальных, социальных и политических вопросов, а также его отношением к таким темам, как милосердие, жертвоприношение и психическое здоровье.
Обладатель более ста наград и номинаций на кинофестивалях по всему миру, в их числе «Золотая пальмовая ветвь» («Танцующая в темноте»), «Гран-при» («Рассекая волны»). А также премий «Сезар», «Давид ди Донателло», «Гойя», «Независимый дух», «Спутник» и др.
Ларс Фон Триер является основателем и акционером международной кинопроизводственной компании «Zentropa Films», которая выпустила более семидесяти художественных фильмов и получила семь номинаций на премию «Оскар» за последние двадцать пять лет.

## Биография

### Ранние годы
Ларс Триер родился 30 апреля 1956 года в Копенгагене в семье государственных служащих Ульфа Триера (1907—1976) и Ингер Триер (урождённой Хёст, 1915—1989). Родители придерживались левых взглядов, отец был социал-демократом, мать — коммунисткой; также оба были практикующими нудистами. Ингер Триер разделяла идеи «свободного воспитания», результатом последнего стало то, что, с одной стороны, Ларс рано научился ответственности и самостоятельности, с другой — бросил среднюю школу, не сумев вписаться в её жёсткие рамки. Ульф Триер (внук учёного-медика Фредерика Якоба Триера) был евреем, но семья была атеистической: Ларс говорил, что в их доме было место всему, кроме «чувств, религии и удовольствий». Позднее, уже в зрелом возрасте, режиссёр узнал, что в нём нет ни капли еврейской крови.
По его словам, Ингер Триер незадолго до смерти призналась сыну, что его настоящий отец — датчанин Фриц Михаэль Хартманн (1909—2000), который когда-то был её работодателем. Фриц принадлежал к знаменитой музыкальной династии: его прадедом был Йоханн Петер Эмилиус Хартман, дедом — Эмиль Хартман, Нильс Гаде приходился ему дядей, а Нильс Вигго Бетсен — двоюродным братом. Мать хотела, чтобы её сын унаследовал от Хартманна «творческие гены», поскольку Ульф Триер, по её словам, был человеком хоть и любящим, но «без стержня и без целей в жизни». Четырежды Триер пытался наладить контакты с 90-летним биологическим отцом, однако попытки не увенчались успехом.
В 12 лет Триер снялся в фильме Томаса Виндинга «Тайное лето» (Hemmelig sommer, 1969), во время работы над которым его «больше всего интересовала техническая сторона». Когда через полгода он вернулся на студию, ему «разрешили поучаствовать в [производственном] процессе — ставить свет и так далее». В 17 лет Триер хотел поступить в Копенгагенскую киношколу, но ему отказали. Тогда он записался в ассоциацию кинолюбителей «Группа фильм-16» (Filmgrupp-16) и одновременно по протекции дяди устроился редактором в Датский кинофонд. Там в свободное от основной работы время им были созданы короткометражные картины «Садовник, выращивающий орхидеи» (1977) и «Блаженная Менте» (1979). Представленные на приёмном экзамене эти ленты позволили Триеру наконец поступить в Киношколу.
Начиная с «Садовника», Триер стал добавлять к своей фамилии в титрах аристократическую приставку «фон». Псевдоним возник из семейного анекдота: дедушка режиссёра Свен Триер, живший в Германии, подписывался «Св. Триер» (Sv. Trier), окружающие неверно интерпретировали это сокращение и стали обращаться к нему «господин фон Триер». Говоря о своём псевдониме, Триер также указывает на Стриндберга, подписывавшего свои письма «Rex» («Король»), американских джазменов, использовавших в качестве имён дворянские титулы, и кинематографистов Штернберга и Штрогейма, которым «частица „фон“ совсем не повредила в Голливуде».

### Начало карьеры

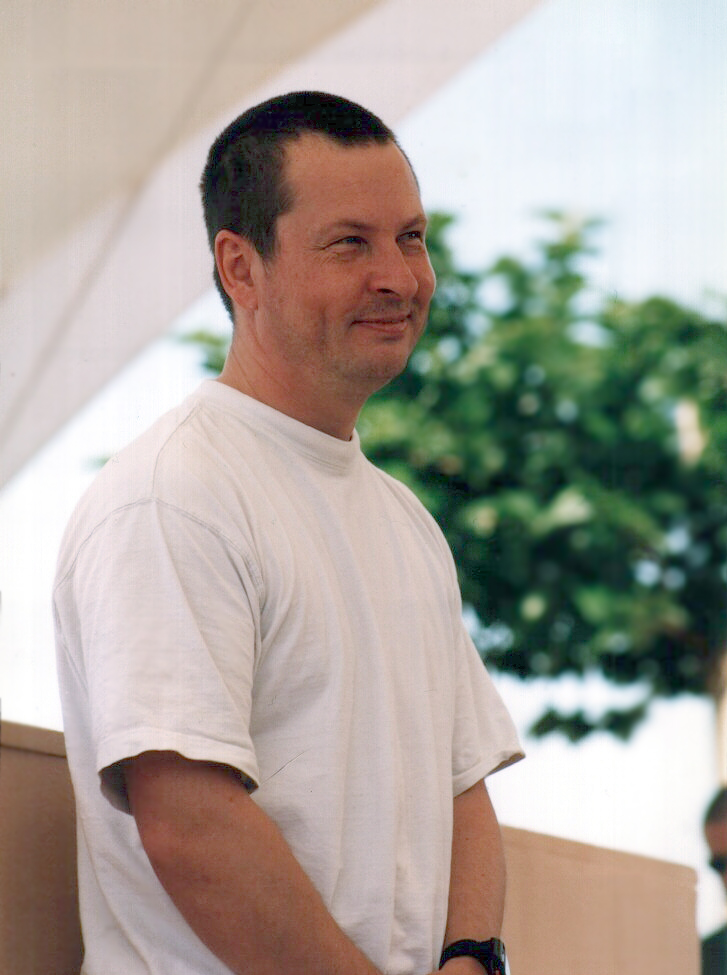
Ларс Фон Триер на Каннском кинофестивале в 2000 году.

Триер окончил Национальную датскую киношколу в 1983 году. В кино Ларс фон Триер дебютировал в 1976 году короткометражным фильмом Orchideengärtnereien. Его дипломной работой был короткометражный фильм «Картины освобождения» (Befrielsesbilleder), который завоевал Главную награду на Мюнхенском кинофестивале в 1984. Первой работой в «большом» кино стал фильм «Элемент преступления» (1984), получивший призы на кинофестивалях в Каннах, Чикаго и Мангейме. В этом же фильме Ларс фон Триер впервые выступил в качестве актёра, сценариста и оператора. Ларс фон Триер стал известен публике по фильмам «Эпидемия» (1987) и «Европа» (1991).
«Европу», в которой американец путешествует по полуразрушенной Германии 1945 года, отличали яркие визуальные и аудио- решения — мрачные чёрно-белые декорации железных дорог, мостов и тоннелей, наложения кадров, зеркальные отражения, широкоугольные деформации. Фильм участвовал в основном конкурсе Каннского кинофестиваля 1991 года. «Элемент преступления», «Эпидемия» и «Европа» образовали трилогию, для каждой из составляющих которой фон Триер написал свой манифест. Трилогия была задумана, когда фон Триер работал над «Элементом преступления» и решил развить его идеи. Фильмы трилогии не имеют общего сюжета и сделаны в разном стиле, однако объединены общей темой: Европа оказывается охвачена каким-то бедствием, напоминающим пост-апокалиптические сценарии, а главный герой пытается разобраться со своим собственным прошлым.
В 1992 году фон Триер и продюсер Петер Ольбек Енсен основали кинокомпанию «Zentropa» (по названию фильма «Европа» в американском прокате). В дальнейшем с помощью Zentropa снимались как фильмы фон Триера, так и других датских режиссёров.
В начале 1990-х вместе со своим постоянным сценаристом Нильсом Вёрселем фон Триер анонсировал необычный проект «Измерение». Этот фильм планировалось снимать до 2024 года, по две минуты каждый год. Но в конце 1990-х режиссёр забросил эту идею. В 2010 году были выпущены 25 минут «Измерения», которые фон Триер успел отснять.
Славу по обеим сторонам Атлантики принёс фон Триеру телесериал «Королевство» (1994), прозванный «европейским ответом на „Твин Пикс“» и настолько полюбившийся зрителям, что была даже выпущена 280-минутная киноверсия.

### «Золотое сердце» и Догма 95
Крупным успехом для фон Триера стал фильм «Рассекая волны» (1996), в котором главная героиня, движимая своей верой и любовью к парализованному мужу, обрекает себя на позор, изгнание из общины, физические мучения и в конце концов на гибель, за что получает вознаграждение только на небесах. Религиозная тематика и этическое послание, заложенное фон Триером, принесло ему сравнения со знаменитым соотечественником и автором фильмов с ясным и всеобъемлющим христианским содержанием Карлом Теодором Дрейером. Также критики единодушно отмечали убедительную, наивную и откровенную игру актрисы-дебютантки Эмили Уотсон. Лента была представлена на Каннском фестивале, где получила приз жюри. При этом сам Триер на фестиваль не приехал, эпатажно прислав фотографию себя в килте.

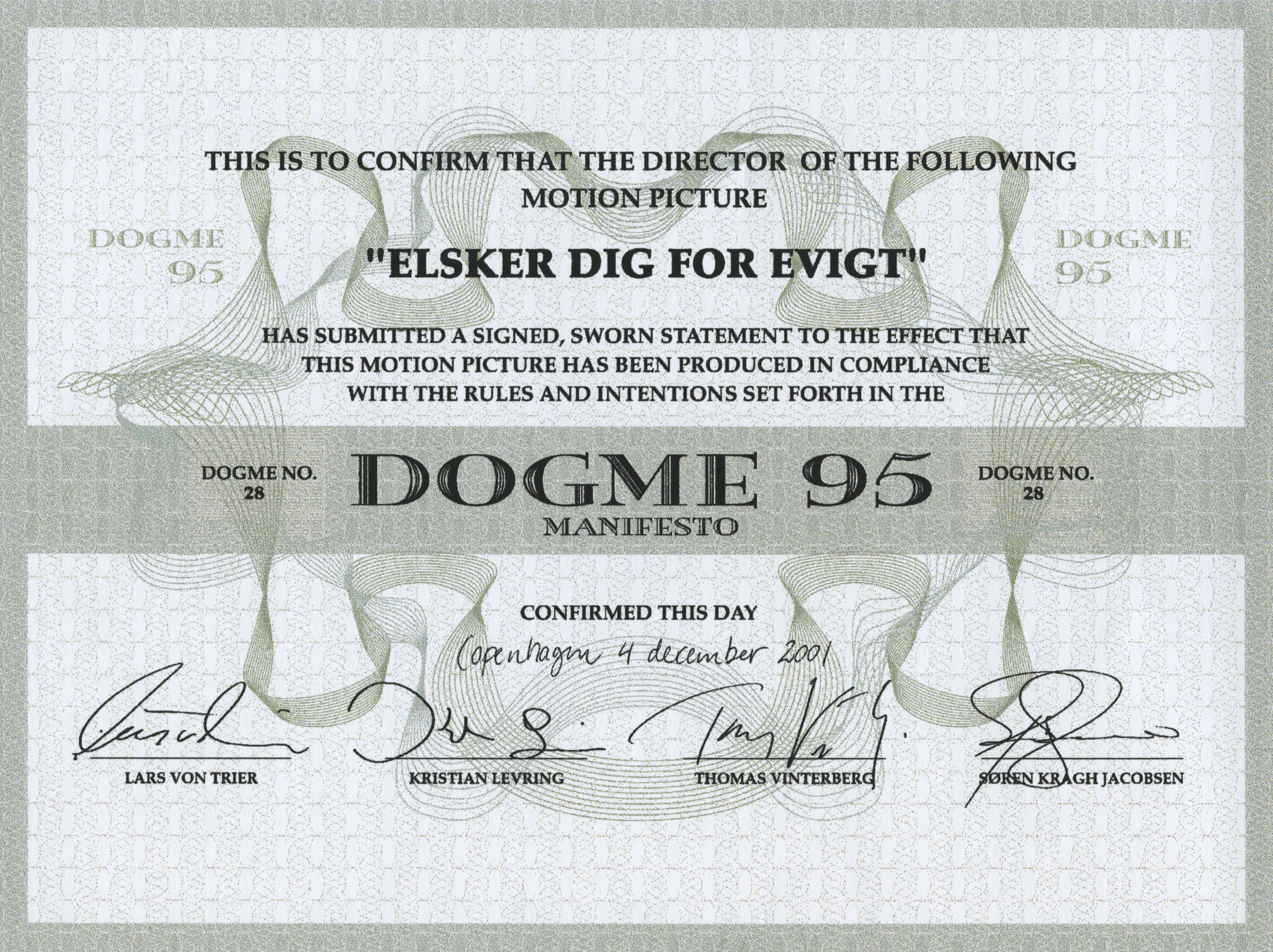
Сертификат «Догмы 95» на фильм Сюзанны Бир, «Открытые сердца» (2002).

20 марта 1995 года в парижском кинотеатре «Одеон», где проходила посвящённая столетию кинематографа конференция, фон Триер зачитал манифест «Догма 95». Идеей этого манифеста был разрыв с традицией мейнстримного кинематографа, который отличали растущие бюджеты, спецэффекты и опора на «звёзд». К манифесту, составленному фон Триером и его соотечественником Томасом Винтербергом, прилагался «Обет целомудрия» — список из десяти правил, по которым должны были сниматься фильмы «Догмы 95».
По правилам «Догмы» фон Триер снял фильм «Идиоты» (1998 год). Фильм рассказывает о группе молодых людей, симулирующих на публике умственную отсталость, чтобы преодолеть общественные табу через поиски «внутреннего идиота». «Идиоты» вызвали скандал откровенными сценами, включая сцену группового секса с несимулированным половым актом. Премьера фильма состоялась на Каннском кинофестивале 1998 года, где «Идиоты» остались без наград, однако приз жюри на том же фестивале получил другой фильм «Догмы», «Торжество» Винтерберга.
В 2000 году фон Триер выпустил на экраны музыкальную драму «Танцующая в темноте», в котором главные роли исполнили Катрин Денёв и исландская певица Бьорк. Фильм был удостоен главного приза Каннского кинофестиваля — «Золотой пальмовой ветви», а Бьорк получила приз фестиваля как лучшая актриса. «Рассекая волны», «Идиотов» и «Танцующую в темноте» фон Триер объединил в «трилогию о золотом сердце» — это взятое из детской сказки название относится к простым и искренним главным героиням этих фильмов, готовым жертвовать собой ради близких.
Через несколько лет после «Идиотов» фон Триер повторил эксперимент с созданием фильма в соответствии с заданными условиями и ограничениями. Он предложил датскому кинодокументалисту-экспериментатору и своему учителю и кумиру Йоргену Лету сделать пять ремейков своего фильма 1967 года «Совершенный человек», каждый раз формулируя условия и запреты, которые должен был соблюсти режиссёр. При этом Триер специально задавал такие ограничения, которые противоречили бы привычному стилю Лета. Совместный фильм, в аллегорической манере изображавший процесс творчества, получил название «Пять препятствий» и вышел в 2003 году.

### 2000-е годы
После трилогий о Европе и о Золотом сердце Триер начал работу над очередной трилогией, которая носит название «США — страна возможностей». Первым фильмом в ней стал «Догвилль» (2003) с Николь Кидман в главной роли, а вторым — «Мандерлей» (2005), где Кидман в роли Грейс заменила Брайс Даллас Ховард. Оба фильма, создававшиеся под влиянием театральных постановок Бертольта Брехта, предельно стилизованы, актёры играли в пустом павильоне, в котором нет других декораций кроме разметки мелом по полу. Планировалось, что так же будет снят и заключительный фильм трилогии, который будет называться «Вашингтон», где должны были играть Кидман и Ховард одновременно, однако он не был реализован, после полугодовой работы фон Триер забросил сценарий.
К американской тематике Триер вернулся, написав сценарий фильма «Дорогая Венди» (2005), который поставил Томас Винтерберг. В 2006 году режиссёр снял комедию «Самый главный босс» с датскими актёрами.
В 2009 году Триер представил на Каннском кинофестивале фильм «Антихрист», в котором главные роли сыграли Шарлотта Генсбур (она сыграла главные роли и в двух следующих фильмах Триера) и Уиллем Дефо. «Антихрист» рассказывал о семейной паре, которая после трагической гибели ребёнка уезжает в уединённый дом в лесу, чтобы пережить несчастье, но вместо этого в супругах пробуждаются жажда насилия и ненависть друг к другу. Садизм, откровенные сексуальные сцены и антихристианская символика фильма вызвали скандал. Экуменическое жюри фестиваля, которое обычно отмечает фильмы, пропагандирующие гуманистические и общечеловеческие ценности, даже дало «Антихристу» специальную антинаграду за женоненавистничество, выразившееся в изображении женщины «как существа без лица и без души, как ведьмы, достойной сожжения на костре».

### 2010-е годы

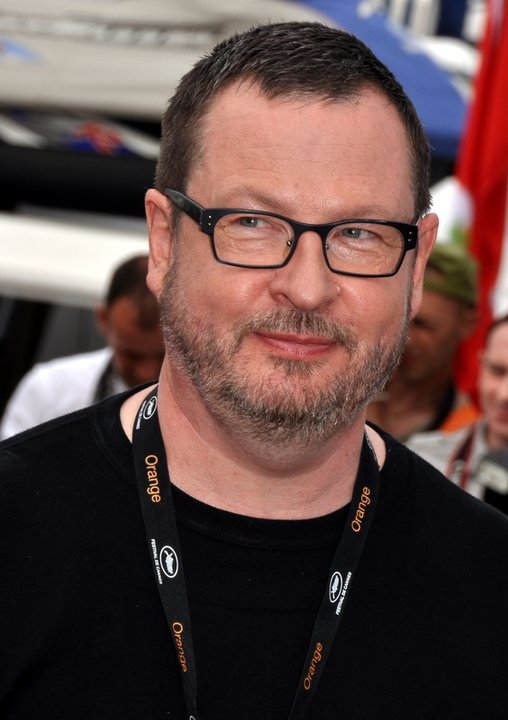
Ларс Фон Триер на Каннском кинофестивале в 2011 году.

С 22 июля по 8 сентября 2010 года проходили съёмки психологической драмы о конце света «Меланхолия». Её премьера состоялась в рамках основного конкурса на Каннском кинофестивале 2011 года. 18 мая на каннской пресс-конференции, посвящённой фильму, отвечая на вопрос критика The Times Кейт Муир о своих немецких корнях и интересу к эстетике нацизма, Триер упомянул, что долгое время считал себя евреем, а рассуждая о своём немецком происхождении, в шутку назвал себя «нацистом» и добавил, что с пониманием и сочувствием относится к Гитлеру.
Совет директоров фестиваля немедленно запросил у режиссёра объяснений, и фон Триер опубликовал заявление, в котором просил извинений и пояснял, что не является ни нацистом, ни антисемитом. Тем не менее совет директоров объявил фон Триера персоной нон грата, пояснив, что его слова были «неприемлемы, нетерпимы и противоречили идеалам человечности и благородства». Высказывание фон Триера на пресс-конференции стало также предметом расследования прокурора французского города Грас. В декабре 2011 года было объявлено о закрытии дела, поскольку в выступлении режиссёра не нашли «оправдания военных преступлений».
Несмотря на этот скандал Кирстен Данст, исполнившая главную роль в «Меланхолии», получила на Каннском кинофестивале приз за лучшую женскую роль. Критики отмечали эстетическое совершенство фильма, сочетание глянцевого визуального ряда, актёрской игры Данст и Шарлотты Генсбур и музыки Вагнера. Основной темой фильма стала смена ролей в преддверии катаклизма, несущего неизбежную гибель: «нормальная» героиня Генсбур, привычный уклад которой рушится, оказывается слабой и беспомощной, а находящаяся в глубокой депрессии героиня Данст с её фатализмом оказывается самым разумным и достойно выглядящим человеком.
Премьера нового фильма Триера «Нимфоманка» состоялась в конце 2013 года. В главной роли снова была занята Шарлотта Генсбур, героиня которой рассказывает историю своей жизни. Кроме Генсбур в фильме снялись многие из постоянных актёров фон Триера: Удо Кир, Стеллан Скарсгард, Жан-Марк Барр и Уиллем Дефо. Отличительной чертой «Нимфоманки» стало обилие несимулированных половых актов, которые снимались с дублёрами — профессиональными порноактёрами. Затем с помощью цифровых технологий на экране совмещались тела дублёров и лица актёров. Для кинотеатрального проката «Нимфоманка» вышла в виде двух двухчасовых фильмов. Полная режиссёрская версия длится пять с половиной часов; её первая часть была показана в феврале 2014 года на Берлинском кинофестивале, премьера второй части полной режиссёрской версии состоялась на 71-м Венецианском кинофестивале.
В 2018 году во внеконкурсной программе Каннского кинофестиваля состоялась премьера психологического триллера Ларса фон Триера «Дом, который построил Джек». Главную роль в кинокартине сыграл Мэтт Диллон. Фильм рассказывает о человеке по имени Джек, который за 12 лет стал искусным серийным убийцей в американском штате Вашингтон. Действие фильма происходит в 1970—1980-x годах.
С премьерного показа на Каннском кинофестивале из зала ушло около ста зрителей. Многие зрители и критики сходятся во мнении, что в фильме очень много неоправданной жестокости над женщинами и детьми. Редактор Variety Рамин Сэтудех написал: «Просмотр фильма был одним из самых неприятных в моей жизни». Несмотря на жестокость, после окончания фильма зрительский зал аплодировал стоя.

## Личная жизнь
Ларс фон Триер женился в первый раз в 1987 году на Сесилии Хольбек, режиссёре детских фильмов. У Ларса и Сесилии родились дочери Агнес и Сельма. В 1995 году пара развелась; Сесилия оставила себе двойную фамилию Хольбек-Триер. В 1997 году фон Триер женился на Бенте Фрёге, которая в том же году родила близнецов Людвига и Беньямина.
Фон Триер — дальний родственник норвежского режиссёра Йоакима Триера.
В 2022 году у Ларса фон Триера диагностировали болезнь Паркинсона.

## Фильмография
| Год  |     | Русское название               | Оригинальное название                                                                         | Роль                                 |
| ---- | --- | ------------------------------ | --------------------------------------------------------------------------------------------- | ------------------------------------ |
| 1977 | кор | Садовник, выращивающий орхидеи | Orchidégartneren                                                                              | режиссёр, сценарист, актёр, оператор |
| 1979 | кор | Блаженная Менте                | Menthe — la bienheureuse                                                                      | режиссёр, сценарист, актёр, оператор |
| 1980 | кор | Ноктюрн                        | Nocturne                                                                                      | режиссёр, сценарист, актёр           |
| 1981 | кор | Последняя деталь               | Den sidste detalje                                                                            | режиссёр                             |
| 1982 | кор | Картина освобождения           | Befrielsesbilleder                                                                            | режиссёр, сценарист                  |
| 1984 | ф   | Элемент преступления           | Forbrydelsens element                                                                         | режиссёр, сценарист, актёр           |
| 1987 | ф   | Эпидемия                       | Epidemic                                                                                      | режиссёр, сценарист, актёр           |
| 1988 | тф  | Медея                          | Medea                                                                                         | режиссёр, сценарист                  |
| 1991 | ф   | Европа                         | Europa                                                                                        | режиссёр, сценарист, актёр           |
| 1994 | мтф | Королевство                    | Riget                                                                                         | режиссёр, сценарист, актёр           |
| 1996 | ф   | Рассекая волны                 | Breaking the Waves                                                                            | режиссёр, сценарист                  |
| 1997 | мтф | Королевство II                 | Riget II                                                                                      | режиссёр, сценарист, актёр           |
| 1998 | ф   | Идиоты                         | Idioterne                                                                                     | режиссёр, сценарист, актёр, оператор |
| 2000 | ф   | День «Д»                       | D-Dag — Lise                                                                                  | режиссёр                             |
| 2000 | ф   | Танцующая в темноте            | Dancer in the Dark                                                                            | режиссёр, сценарист                  |
| 2003 | ф   | Догвилль                       | Dogville                                                                                      | режиссёр, сценарист                  |
| 2003 | док | Пять препятствий               | De Fem benspænd                                                                               | режиссёр, актёр                      |
| 2004 | ф   | Дорогая Венди                  | Dear Wendy                                                                                    | сценарист                            |
| 2004 | с   | Королевский госпиталь          | Kingdom Hospital                                                                              | сценарист                            |
| 2005 | ф   | Мандерлей                      | Manderlay                                                                                     | режиссёр, сценарист                  |
| 2006 | ф   | Самый главный босс             | Direktøren for det Hele                                                                       | режиссёр, сценарист, актёр           |
| 2007 | ф   | У каждого своё кино            | Chacun son cinéma ou Ce petit coup au coeur quand la lumière s'éteint et que le film commence | режиссёр, актёр                      |
| 2009 | ф   | Антихрист                      | Antichrist                                                                                    | режиссёр, сценарист                  |
| 2011 | ф   | Меланхолия                     | Melancholia                                                                                   | режиссёр, сценарист                  |
| 2013 | ф   | Нимфоманка                     | Nymphomaniac                                                                                  | режиссёр, сценарист                  |
| 2018 | ф   | Дом, который построил Джек     | The House that Jack Built                                                                     | режиссёр, сценарист                  |
| 2022 | мтф | Королевство. Исход             | Riget III                                                                                     | режиссёр, сценарист                  |

## Награды и номинации
Ниже приведён список наград и номинаций, полученных датским режиссёром и сценаристом Ларсом Фон Триером. Среди множества наград, которые он получил за свою карьеру, есть пять премий Европейской киноакадемии, премия «Сезар», «Золотая пальмовая ветвь», а также номинация на премии «Оскар» и «Золотой глобус». У себя на родине, в Дании, он получил семь премий «Бодиль» и пятнадцать премий «Роберт». Полный список наград и номинаций на сайте IMDb.com.

### AACTA Awards
| Год  | Работа     | Категория                    | Результат |
| ---- | ---------- | ---------------------------- | --------- |
| 2012 | Меланхолия | Лучшая режиссура             | Номинация |
| 2012 | Меланхолия | Лучший оригинальный сценарий | Номинация |

### Оскар
| Год  | Работа              | Категория                                  | Результат |
| ---- | ------------------- | ------------------------------------------ | --------- |
| 2001 | Танцующая в темноте | Лучшая песня к фильму («I've Seen It All») | Номинация |

### Бодиль
| Год  | Работа               | Категория            | Результат |
| ---- | -------------------- | -------------------- | --------- |
| 1985 | Элемент преступления | Лучший датский фильм | Победа    |
| 1992 | Европа               | Лучший датский фильм | Победа    |
| 1995 | Королевство          | Лучший датский фильм | Победа    |
| 1997 | Рассекая волны       | Лучший датский фильм | Победа    |
| 1999 | Идиоты               | Лучший датский фильм | Номинация |
| 2001 | Танцующая в темноте  | Лучший датский фильм | Номинация |
| 2004 | Догвилль             | Лучший датский фильм | Победа    |
| 2006 | Мандерлей            | Лучший датский фильм | Номинация |
| 2010 | Антихрист            | Лучший датский фильм | Победа    |
| 2012 | Меланхолия           | Лучший датский фильм | Победа    |
| 2014 | Нимфоманка           | Лучший датский фильм | Номинация |

### Сезар
| Год  | Работа              | Категория                          | Результат |
| ---- | ------------------- | ---------------------------------- | --------- |
| 1997 | Рассекая волны      | Лучший иностранный фильм           | Победа    |
| 2001 | Танцующая в темноте | Лучший иностранный фильм           | Номинация |
| 2004 | Догвилль            | Лучший фильм из Европейского союза | Номинация |
| 2012 | Меланхолия          | Лучший иностранный фильм           | Номинация |

### Давид ди Донателло
| Год  | Работа     | Категория                | Результат |
| ---- | ---------- | ------------------------ | --------- |
| 2004 | Догвилль   | Лучший европейский фильм | Победа    |
| 2012 | Меланхолия | Лучший европейский фильм | Номинация |

### Премия Европейской киноакадемии
| Год  | Работа              | Категория                                    | Результат |
| ---- | ------------------- | -------------------------------------------- | --------- |
| 1996 | Рассекая волны      | Приз ФИПРЕССИ Европейской киноакадемии       | Победа    |
| 1998 | Идиоты              | Лучший сценарий                              | Номинация |
| 2000 | Танцующая в темноте | Лучший европейский фильм (выбор зрителей)    | Победа    |
| 2003 | Догвилль            | Лучшая режиссура                             | Победа    |
| 2003 | Догвилль            | Лучший сценарий                              | Номинация |
| 2003 | Догвилль            | Лучший европейский фильм (выбор зрителей)    | Номинация |
| 2003 | Пять препятствий    | Лучший документальный фильм                  | Номинация |
| 2008 | н/д                 | Премия за достижения в мировом кинематографе | Победа    |
| 2009 | Антихрист           | Лучшая режиссура                             | Номинация |
| 2011 | Меланхолия          | Лучший фильм                                 | Победа    |
| 2011 | Меланхолия          | Лучшая режиссура                             | Номинация |
| 2011 | Меланхолия          | Лучший сценарий                              | Номинация |
| 2014 | Нимфоманка          | Лучший фильм                                 | Номинация |
| 2014 | Нимфоманка          | Лучший европейский фильм (выбор зрителей)    | Номинация |

### Золотой глобус
| Год  | Работа              | Категория                         | Результат |
| ---- | ------------------- | --------------------------------- | --------- |
| 2001 | Танцующая в темноте | Лучшая песня («I’ve Seen It All») | Номинация |

### Gopo Awards
| Год  | Работа     | Категория                | Результат |
| ---- | ---------- | ------------------------ | --------- |
| 2011 | Антихрист  | Лучший европейский фильм | Номинация |
| 2012 | Меланхолия | Лучший европейский фильм | Победа    |
| 2015 | Нимфоманка | Лучший европейский фильм | Номинация |

### Гойя
| Год  | Работа              | Категория                | Результат |
| ---- | ------------------- | ------------------------ | --------- |
| 1997 | Рассекая волны      | Лучший европейский фильм | Номинация |
| 2001 | Танцующая в темноте | Лучший европейский фильм | Победа    |
| 2004 | Догвилль            | Лучший европейский фильм | Номинация |
| 2012 | Меланхолия          | Лучший европейский фильм | Номинация |

### Независимый дух
| Год  | Работа              | Категория                | Результат |
| ---- | ------------------- | ------------------------ | --------- |
| 1997 | Рассекая волны      | Лучший иностранный фильм | Номинация |
| 2001 | Танцующая в темноте | Лучший иностранный фильм | Победа    |
| 2012 | Меланхолия          | Лучший иностранный фильм | Номинация |

### Роберт
| Год  | Работа               | Категория                 | Результат |
| ---- | -------------------- | ------------------------- | --------- |
| 1985 | Элемент преступления | Лучший датский фильм      | Победа    |
| 1992 | Европа               | Лучший датский фильм      | Победа    |
| 1995 | Королевство          | Лучший сценарий           | Победа    |
| 1997 | Breaking the Waves   | Лучший датский фильм      | Победа    |
| 1997 | Breaking the Waves   | Лучший сценарий           | Победа    |
| 2001 | Танцующая в темноте  | Лучшая режиссура          | Номинация |
| 2004 | Догвилль             | Лучший датский фильм      | Номинация |
| 2004 | Догвилль             | Лучшая режиссура          | Номинация |
| 2004 | Догвилль             | Лучший сценарий           | Победа    |
| 2006 | Мандерлей            | Лучший датский фильм      | Номинация |
| 2006 | Мандерлей            | Лучшая режиссура          | Номинация |
| 2006 | Мандерлей            | Лучший сценарий           | Номинация |
| 2007 | Самый главный босс   | Лучший сценарий           | Номинация |
| 2010 | Антихрист            | Лучший датский фильм      | Победа    |
| 2010 | Антихрист            | Лучшая режиссура          | Победа    |
| 2010 | Антихрист            | Лучший сценарий           | Победа    |
| 2012 | Меланхолия           | Лучший датский фильм      | Победа    |
| 2012 | Меланхолия           | Лучшая режиссура          | Победа    |
| 2012 | Меланхолия           | Лучший сценарий           | Победа    |
| 2015 | Нимфоманка           | Лучший датский фильм      | Победа    |
| 2015 | Нимфоманка           | Лучшая режиссура          | Победа    |
| 2015 | Нимфоманка           | Лучший сценарий           | Победа    |
| 2015 | Нимфоманка           | Приз зрительских симпатий | Номинация |

### Спутник
| Год  | Работа              | Категория                         | Результат |
| ---- | ------------------- | --------------------------------- | --------- |
| 1997 | Рассекая волны      | Лучший фильм на иностранном языке | Победа    |
| 1997 | Рассекая волны      | Лучшая режиссёрская работа        | Номинация |
| 2001 | Танцующая в темноте | Лучшая песня («I’ve Seen It All») | Победа    |

### Каннский кинофестиваль
| Год  | Работа               | Категория                  | Результат |
| ---- | -------------------- | -------------------------- | --------- |
| 1984 | Элемент преступления | Золотая пальмовая ветвь    | Номинация |
| 1984 | Элемент преступления | Vulcan Awards              | Победа    |
| 1991 | Европа               | Золотая пальмовая ветвь    | Номинация |
| 1991 | Европа               | Best Artistic Contribution | Победа    |
| 1991 | Европа               | Приз жюри                  | Победа    |
| 1991 | Европа               | Vulcan Awards              | Победа    |
| 1996 | Рассекая волны       | Золотая пальмовая ветвь    | Номинация |
| 1996 | Рассекая волны       | Гран-при                   | Победа    |
| 1998 | Идиоты               | Золотая пальмовая ветвь    | Номинация |
| 2000 | Танцующая в темноте  | Золотая пальмовая ветвь    | Победа    |
| 2003 | Догвилль             | Золотая пальмовая ветвь    | Номинация |
| 2005 | Мандерлей            | Золотая пальмовая ветвь    | Номинация |
| 2009 | Антихрист            | Золотая пальмовая ветвь    | Номинация |
| 2011 | Меланхолия           | Золотая пальмовая ветвь    | Номинация |